# André Abed
André Michael Abed (* 10. Juni 1966 in Eggenfelden) ist ein Brigadegeneral des Heeres der Bundeswehr. Er ist seit September 2024 Kommandeur der Divisionstruppen der 10. Panzerdivision.

## Militärische Laufbahn
Abed wurde 1985 als Wehrpflichtiger in die Bundeswehr eingezogen. 1987 wechselte er in die Laufbahn der Offiziere. Von 1989 bis 1993 absolvierte Abed ein Studium der Pädagogik an der Universität der Bundeswehr München; anschließend folgten verschiedene Truppenverwendungen in der Panzertruppe. Danach war er von 1999 bis 2001 Lehrgangsteilnehmer am 42. Generalstabslehrgang Heer an der Führungsakademie der Bundeswehr.
Die erste Verwendung als Stabsoffizier erfolgte ab 2001 als G 4 der Panzergrenadierbrigade 30 in Ellwangen. 2004 wechselte Abed in seine erste ministerielle Verwendung als Referent im Führungsstab des Heeres (FüH I 1). Es folgten weitere Truppenverwendungen als Chef des Stabes der Luftbeweglichen Brigade 1 (2004–2007) und als Kommandeur des Panzerbataillons 104 (2007–2010). Von 2010 bis 2013 gehörte Abed in verschiedenen Positionen dem Kommando Operative Führung Eingreifkräfte/Multinationalem Kommando Operative Führung an. Anschließend übernahm er die Aufgaben des G 1 der DSO/DSK für ein Jahr. 2014 erfolgte ein Wechsel ans Zentrum Innere Führung als Leiter Lehre und Ausbildung. 2016 übernahm Abed den Dienstposten des Referatsleiters FüSK III 2 im Verteidigungsministerium; an diese Verwendung schloss sich 2019 ein Wechsel zur 10. Panzerdivision als Chef des Stabes an. Im November 2020 übernahm er die Aufgaben als Direktor Strategie und Fakultät an der Führungsakademie der Bundeswehr. Seit November 2022 ist er im Kommando Heer als Abteilungsleiter Personal, Organisation und Organisation tätig. Im Rahmen eines feierlichen Appells wurde Abed am 5. September zum Kommandeur der Divisionstruppen der 10. Panzerdivision ernannt.

### Auslandseinsätze
Abed nahm an mehreren Auslandseinsätzen teil:
- Task Force Fox (2002)
- Allied Harmony (2003)
- ISAF (2008, 2011, 2013)

## Privates
Abed ist verheiratet.

## Ehrenamtliches Engagement
Abed engagiert sich in der Katholischen Militärseelsorge und ist seit 27. September 2023 stellvertretender Vorsitzender der Katholischen Arbeitsgemeinschaft für Soldatenbetreuung.